# Monte Horebe
Monte Horebe este un oraș în Paraíba (PB), Brazilia.